# Sreda

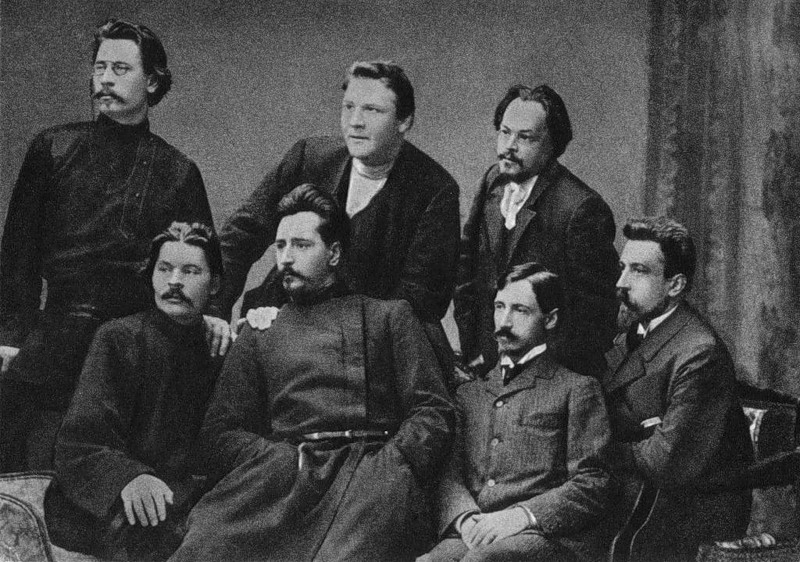
Mitglieder von Sreda im Jahr 1902. Obere Reihe von links: Stepan Skitalets, Fjodor Tschaliapin, Jewgeni Tschirikow; untere Reihe von links: Maxim Gorki, Leonid Andrejew, Ivan Bunin, Nikolaj Teleschow.

Sreda (Среда; russisch für: Mittwoch) war ein literarischer Zirkel in Moskau. Zwischen 1899 und 1916 trafen sich Schriftsteller, Maler und andere Künstler mittwochs in der Wohnung von Nikolaj Teleschow, um aus neuen Werken vorzulesen und zu diskutieren. Zu ihnen gehörten:
- Leonid Andrejew
- Konstantin Balmont (1867–1942)
- Andrei Bely (1880–1934)
- Pjotr Boborykin (1836–1921)
- Waleri Brjussow (1873–1924)
- Ivan Bunin (1870–1953)
- Fjodor Tschaliapin
- Anton Tschechow (1860–1904)
- Jewgeni Tschirikow
- Sergei Elpatiewski
- Nikolai Garin-Michailowski
- Alexander Golowin (1863–1930)
- Maxim Gorki (1868–1936)
- Sergei Gusew-Orenburgski
- Alexander Kuprin (1870–1938)
- Wladimir Korolenko (1853–1921)
- Isaak Levitan (1860–1900)
- Boris Pilnjak (1894–1938)
- Dmitri Mamin-Sibirjak (1852–1912)
- Sergei Terentiewitsch Semjonow
- Alexander Serafimowitsch (1863–1949)
- Fjodor Schaljapin (1873–1938)
- Iwan Schmeljow (1873–1950)
- Stepan Skitalez
- Fjodor Sologub (1863–1927)
- Nikolaj Teleschow
- Wiktor Wasnezow (1848–1926)
- Wikenti Weressajew (1867–1945)
- Semjon Juschkewitsch (1868–1927)
- Boris Saizew
- Nikolai Slatowratski

Einige der Texte wurden in den Sammelbänden des Snanije-Verlags veröffentlicht.

## Quelle
- Karlheinz Kasper: Sreda. In: Herbert Greiner-Mai (Hrsg.): Kleines Wörterbuch der Weltliteratur. VEB Bibliographisches Institut, Leipzig 1983, S. 268.